# Seconde (escrime)
Pour les articles homonymes, voir Seconde.
Seconde est une position d'escrime. Comme son nom l'indique, c'est la deuxième des huit positions académiques de la main dans ce sport.

## Description

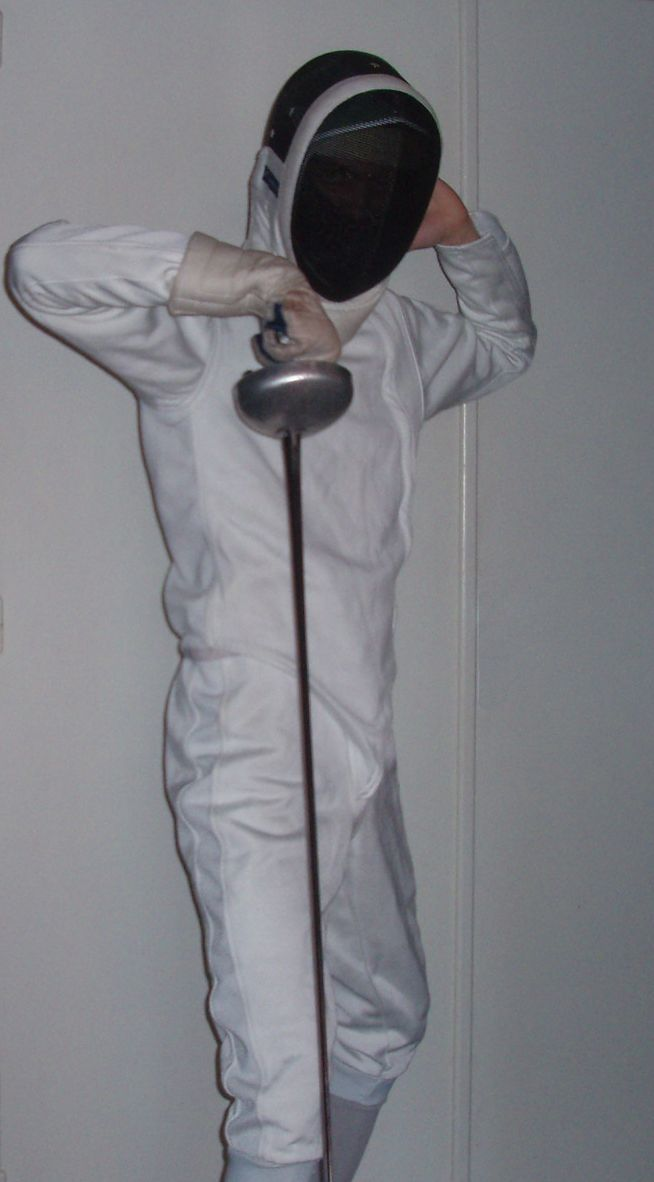
Les positions d'escrime : la seconde (à l'épée)

Très proche de la prime, la pointe de l'arme est plus basse que la main qui est elle-même en pronation.

## Utilisation
Son utilisation est principalement limitée au sabre pour des parades basses.